# Trung tâm thương mại (Việt Nam)

## Khái niệm
Theo Quy chế Siêu thị, Trung tâm thương mại của Bộ Thương mại Việt Nam (nay là Bộ Công Thương Việt Nam) ban hành ngày 24 tháng 9 năm 2004:
Trung tâm thương mại là loại hình tổ chức kinh doanh thương mại hiện đại, đa chức năng, bao gồm tổ hợp các loại hình cửa hàng, cơ sở hoạt động dịch vụ; hội trường, phòng họp, văn phòng cho thuê…được bố trí tập trung, liên hoàn trong một hoặc một số công trình kiến trúc liền kề; đáp ứng các tiêu chuẩn về diện tích kinh doanh, trang bị kỹ thuật và trình độ quản lý, tổ chức kinh doanh; có các phương thức phục vụ văn minh, thuận tiện đáp ứng nhu cầu phát triển hoạt động kinh doanh thương nhân và thỏa mãn nhu cầu về hàng hoá, dịch vụ của khách hàng.
Trung tâm thương mại thường được xây dựng trên diện tích lớn, tại vị trí trung tâm đô thị để tiện lợi cho khách hàng và đảm bảo doanh thu.

## Phân biệt trung tâm thương mại với siêu thị và chợ
Quy mô của trung tâm thương mại lớn hơn siêu thị, các cửa hàng tạp phẩm và chợ.
Siêu thị chỉ bao gồm các cửa hàng hiện đại; kinh doanh tổng hợp hoặc chuyên doanh, không bao gồm các cơ sở hoạt động dịch vụ; hội trường, phòng họp, văn phòng cho thuê, nhà hàng khách sạn, hội chợ triển lãm...
Hàng hóa ở các trung tâm thương mại, cũng như các siêu thị, rất đa dạng và được chọn lọc kĩ hơn so với trong chợ hay cửa hàng tạp phẩm. Tuy nhiên, khác với siêu thị, trung tâm thương mại thường kinh doanh tổng hợp các mặt hàng, không có các trung tâm thương mại chuyên doanh vì quy mô lớn hơn nhiều so với siêu thị.

## Tên gọi và biển hiệu
Tại Việt Nam, các siêu thị phải ghi bằng tiếng Việt là TRUNG TÂM THƯƠNG MẠI trước tên thương mại hoặc tên riêng do thương nhân tự đặt và trước các từ địa chỉ danh hay tính chất của trung tâm thương mại. Nếu ghi thêm bằng tiếng nước ngoài, kích cỡ chữ phải nhỏ hơn kích cỡ tên tiếng Việt và phải đặt dưới hoặc sau tiếng Việt.

## Tiêu chuẩn Trung tâm thương mại
Theo quy định của Bộ Công Thương Việt Nam, Trung tâm thương mại được phân làm 3 hạng:

### Trung tâm thương mại hạng I
Ngoài các tiêu chuẩn về kiến trúc hiện đại, kho hàng, kỹ thuật bảo quản, khu vệ sinh, khu giải trí, các Trung tâm thương mại hạng I phải đảm bảo các tiêu chuẩn cơ bản sau:
- Có diện tích kinh doanh từ 50.000m² trở lên;
- Hoạt động đa chức năng cả về kinh doanh hàng hoá và kinh doanh các loại hình dịch vụ bao gồm: khu vực để bố trí các cửa hàng bán buôn, bán lẻ hàng hoá; nhà hàng khách sạn; khu vực để tổ chức hội chợ triển lãm, trưng bày giới thiệu hàng hoá; khu vực dành cho hoạt động vui chơi giải trí, cho thuê văn phòng làm việc, hội trường, phòng họp để tổ chức các hội nghị, hội thảo, giao dịch và ký kết các hợp đồng thương mại trong, ngoài nước; khu vực dành cho các hoạt động tài chính, ngân hàng, bảo hiểm, bưu chính viễn thông, tin học, tư vấn, môi giới đầu tư, du lịch.

### Trung tâm thương mại hạng II
Phải đảm bảo các tiêu chuẩn cơ bản sau:
- Có diện tích kinh doanh từ 30.000m² trở lên;
- Hoạt động đa chức năng cả về kinh doanh hàng hoá và kinh doanh các loại hình dịch vụ, tương tự như Trung tâm thương mại hạng I, trừ yêu cầu về khu vực để tổ chức hội chợ triển lãm.

### Trung tâm thương mại hạng III
Phải đảm bảo các tiêu chuẩn cơ bản sau:
- Có diện tích kinh doanh từ 10.000m² trở lên;
- Hoạt động đa chức năng về kinh doanh hàng hoá và kinh doanh các loại hình dịch vụ, tương tự như Trung tâm thương mại hạng II, trừ yêu cầu về khu vực phục vụ các hoạt động tài chính, ngân hàng, bảo hiểm, bưu chính viễn thông, tin học; không yêu cầu các dịch vụ nhà hàng khách sạn, thay vào đó là khu vực dành cho hoạt động ăn uống quy mô nhỏ hơn.

### Tình hình thực tế
Do xu thế đô thị hóa được đẩy nhanh, tại Việt Nam trong những năm gần đây đã tiến hành phá bỏ các chợ truyền thống cũ kỹ và xây dựng các trung tâm thương mại hoặc siêu thị trên địa điểm cũ để tận dụng lợi thế thương mại của các địa điểm này.
Tính đến hết năm 2021, cả nước Việt Nam có 254 trung tâm thương mại, trong đó tập trung chủ yếu tại Thành phố Hồ Chí Minh (46), Hà Nội (28), Hải Phòng (11), Bình Dương (5), Nghệ An (27) và Đà Nẵng (8).